# Großschönau, Niederösterreich
Großschönau är en ort och kommun  i Österrike. Den ligger i distriktet Gmünd i förbundslandet Niederösterreich, 110 km väster om huvudstaden Wien.
Kommunen består av 13 orter (Ortschaften) (inom parentes invånarantal 1 januari 2024):

- Engelstein (108)
- Friedreichs (90)
- Großotten (130)
- Großschönau (326)
- Harmannstein (119)
- Hirschenhof (24)
- Mistelbach (69)
- Rothfarn (66)
- Schroffen (48)
- Thaures (77)
- Wachtberg (35)
- Wörnharts (87)
- Zweres (39)